# Sterculia zeylanica
Sterculia zeylanica är en malvaväxtart som beskrevs av A. J. G. H. Kostermans. Sterculia zeylanica ingår i släktet Sterculia och familjen malvaväxter. Inga underarter finns listade i Catalogue of Life.